# Sheppardia gunningi
El akelat de Gunning  (Sheppardia gunningi) es una especie de ave paseriforme de la familia Muscicapidae propia de África oriental. Su nombre científico conmemora al naturalista holandés J. W. B. Gunning.
Antiguamente estuvo clasificado en la familia Turdidae.

## Distribución y hábitat
Es un pájaro propio del este de África, desde Kenia hasta Mozambique. Esta especie insectívora  habita en los bosques.
Esta especie se encuentra afectada por destrucción de hábitat. Aunque se ha podido determinar que es más común de lo que se creía, por lo cual en el 2007 se le cambió la clasificación de Vulnerable a Casi amenazada en la Lista roja de UICN.